# Gare d'Hesdigneul
La gare d'Hesdigneul est une gare ferroviaire française des lignes de Longueau à Boulogne-Ville et de Saint-Omer à Hesdigneul, située sur le territoire de la commune d'Hesdigneul-lès-Boulogne dans le département du Pas-de-Calais, en région Hauts-de-France. 
Elle est mise en service en 1848 par la Compagnie du chemin de fer d'Amiens à Boulogne et devient en 1851 une station de la Compagnie des chemins de fer du Nord. 
C'est une halte voyageurs de la Société nationale des chemins de fer français (SNCF) du réseau TER Hauts-de-France, desservie par des trains express régionaux.

## Situation ferroviaire
Établie à 12 mètres d'altitude, la gare de bifurcation d'Hesdigneul est située au point kilométrique (PK) 244,564 de la ligne de Longueau à Boulogne-Ville, entre les gares de Neufchâtel-Hardelot et de Pont-de-Briques.
Elle est également l'aboutissement, au PK 117,446, de la ligne de Saint-Omer à Hesdigneul (partiellement déclassée) après la gare de Samer (fermée). La section ouverte, de Desvres à la bifurcation d'Hesdigneul est utilisée uniquement pour un trafic de marchandises.

## Histoire
La « station d'Hesdigneul » est mise en service le 11 avril 1848 par la Compagnie du chemin de fer d'Amiens à Boulogne lorsqu'elle ouvre à l'exploitation la section de Neufchâtel, à Boulogne dernière section de sa ligne d'Amiens à Boulogne qu'elle ouvre ainsi dans sa totalité. Le bâtiment voyageurs est dû à Antoine l'architecte de la compagnie, il est composé d'un corps à trois ouvertures et un étage.

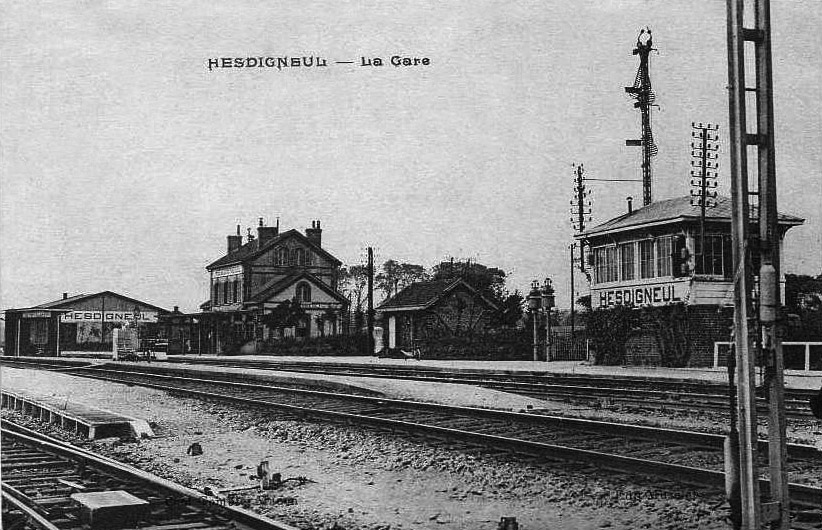
La gare vers 1900.

En 1851, elle devient une station de la Compagnie des chemins de fer du Nord, lorsque celle-ci accepte une fusion absorption avec la compagnie primitive qui ne peut résister à la concurrence de sa grande rivale.
Le 1er juin 1874, le chemin de fer de Boulogne à Saint-Omer est mis en service. La bifurcation vers Saint-Omer de la ligne d'Amiens à Boulogne s'effectue à la station d'Hesdigneul. La station est ouverte au service voyageurs de la nouvelle ligne le 1er mai 1875 et au service des marchandises le 1er juin de la même année. En 1876, l'embranchement particulier de la sucrerie Crépelle et Cie est établi en lien avec la gare. En 1878, on pose des appareils pour faire disparaître l'aiguille de pointe qui existait sur la voie de droite.
En 1918, cette gare, ainsi que la commune ont joué un rôle important en apportant du ravitaillement aux milliers de réfugiés qui quittaient la région lors de l'avancée de l'offensive allemande de la Première Guerre mondiale .
Le bâtiment de la gare, désaffecté, a été racheté par la commune afin d'être utilisé par les jeunes du centre de formation des apprentis (CFA), situé à proximité.

## Service des voyageurs

### Accueil
Halte SNCF, c'est un point d'arrêt non géré (PANG) à accès libre. 

### Desserte
Hesdigneul est desservie par des trains TER Hauts-de-France qui effectuent des missions entre les gares : de Rang-du-Fliers - Verton, ou d'Étaples - Le Touquet, et de Boulogne-Ville, ou de Calais-Ville ; d'Amiens et de Calais-Ville.

### Intermodalité
Un parking pour les véhicules y est aménagé.
La gare est desservie par la ligne 34 ainsi que par un service à la demande du réseau Marinéo.

## Patrimoine ferroviaire

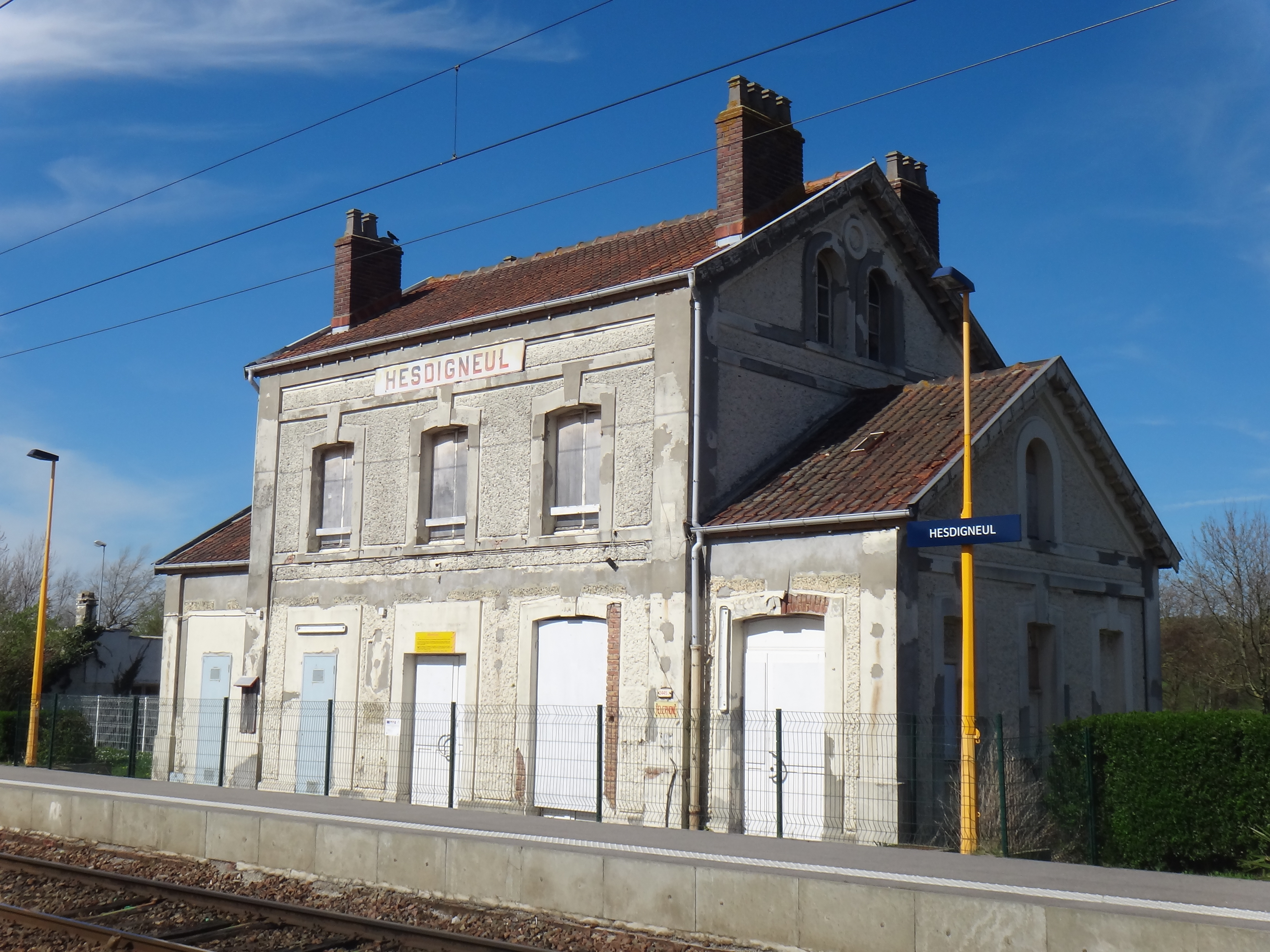
Ancien bâtiment voyageurs, fermé, vu du côté voies.

Le bâtiment voyageurs (BV) est inscrit à l'inventaire général du patrimoine culturel depuis 1990 (qui attribue sa date de construction à 1848). Inutilisé pour le service ferroviaire des voyageurs, la commune souhaite lui trouver une nouvelle utilisation.
Il correspond au plan-type standard no 1 de la Compagnie des chemins de fer du Nord et constitue le modèle de BV le plus répandu à la Compagnie du Nord ; il consiste en un bâtiment symétrique au corps de logis de trois travées encadré par deux ailes courtes.